# ریدر نیبورگ
ریدر نیبورگ (انگلیسی: Reidar Nyborg; ۴ آوریل ۱۹۲۳ – ۳۰ آوریل ۱۹۹۰) اسکی‌باز صحرانوردی اهل نروژ بود.